# Temple protestant de Nanteuil-lès-Meaux
Le temple protestant de Nanteuil-lès-Meaux est un édifice religieux situé rue Pasteur à Nanteuil-lès-Meaux, en Seine-et-Marne. La paroisse est membre de l'Église protestante unie de France.

## Histoire

### Sous l'Ancien régime

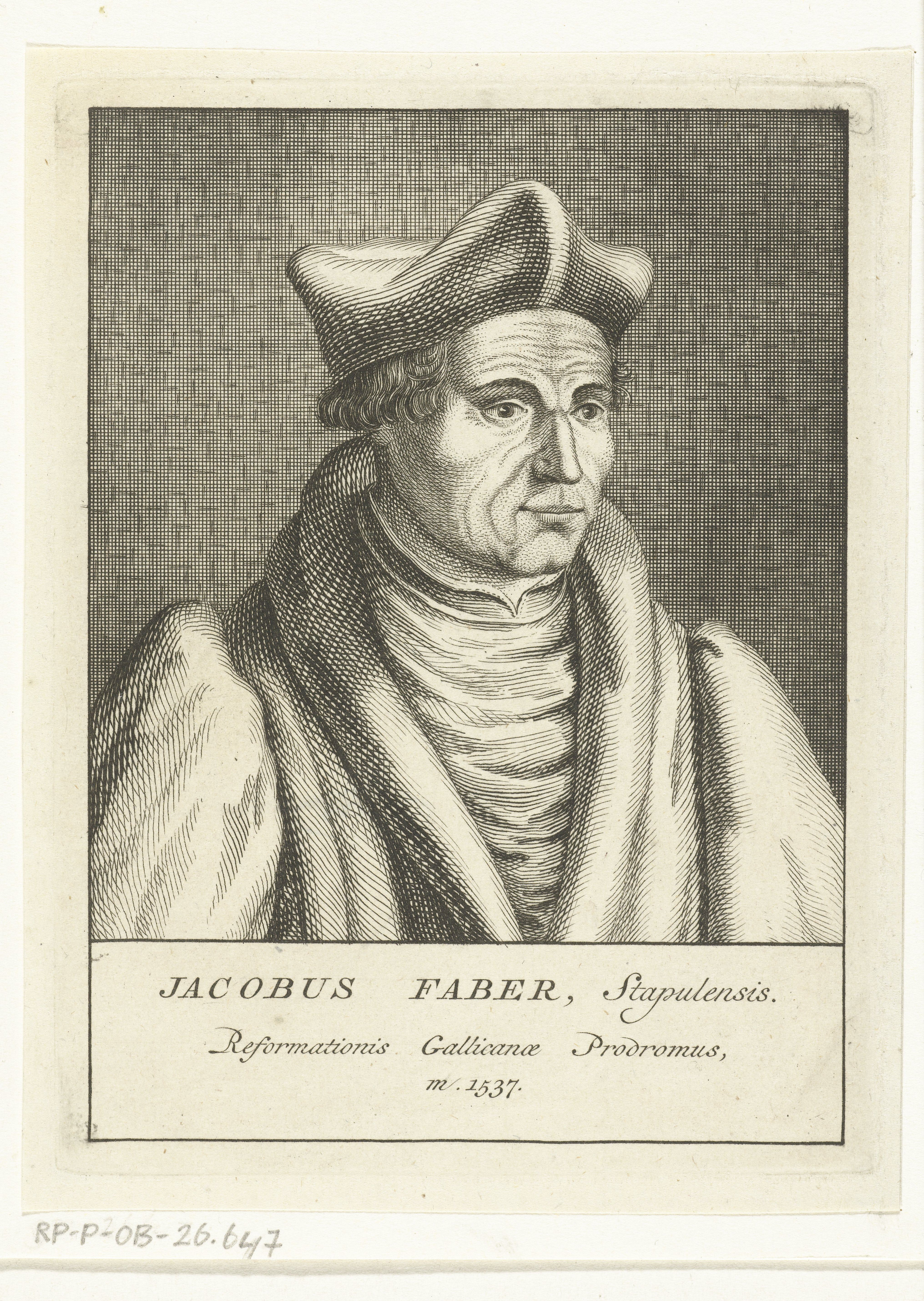
Jacques Lefèvre d'Étaples

En 1518, Guillaume Briçonnet (1470-1534), abbé de l'abbaye de Saint-Germain-des-Prés, est nommé évêques de Meaux. Il réforme son diocèse, fait prêcher en français - et non en latin. Il accueille à Meaux les théologiens Jacques Lefèvre d'Étaples et Guillaume Farel, qui fondent le Cénacle de Meaux. Ce cercle humaniste est protégé par la sœur ainée du roi François Ier, Marguerite de Valois-Angoulême, futur mère de Jeanne d'Albret et grand-mère d'Henri IV. Mais en 1525 les docteurs catholiques de la Sorbonnes ordonnent la dissolution du Cénacle.
En 1546, la communauté calviniste de Meaux compte 400 personnes. Une quarantaine de fidèles de l'« Église prétendue réformée » sont arrêtés, les femmes envoyés dans des couvents, les enfants placés chez des catholiques et 14 hommes brûlés vif, dont leur pasteur Pierre Leclerc. En 1572 a lieu le massacre de la Saint-Barthélemy, qui a des répercussions en Brie.

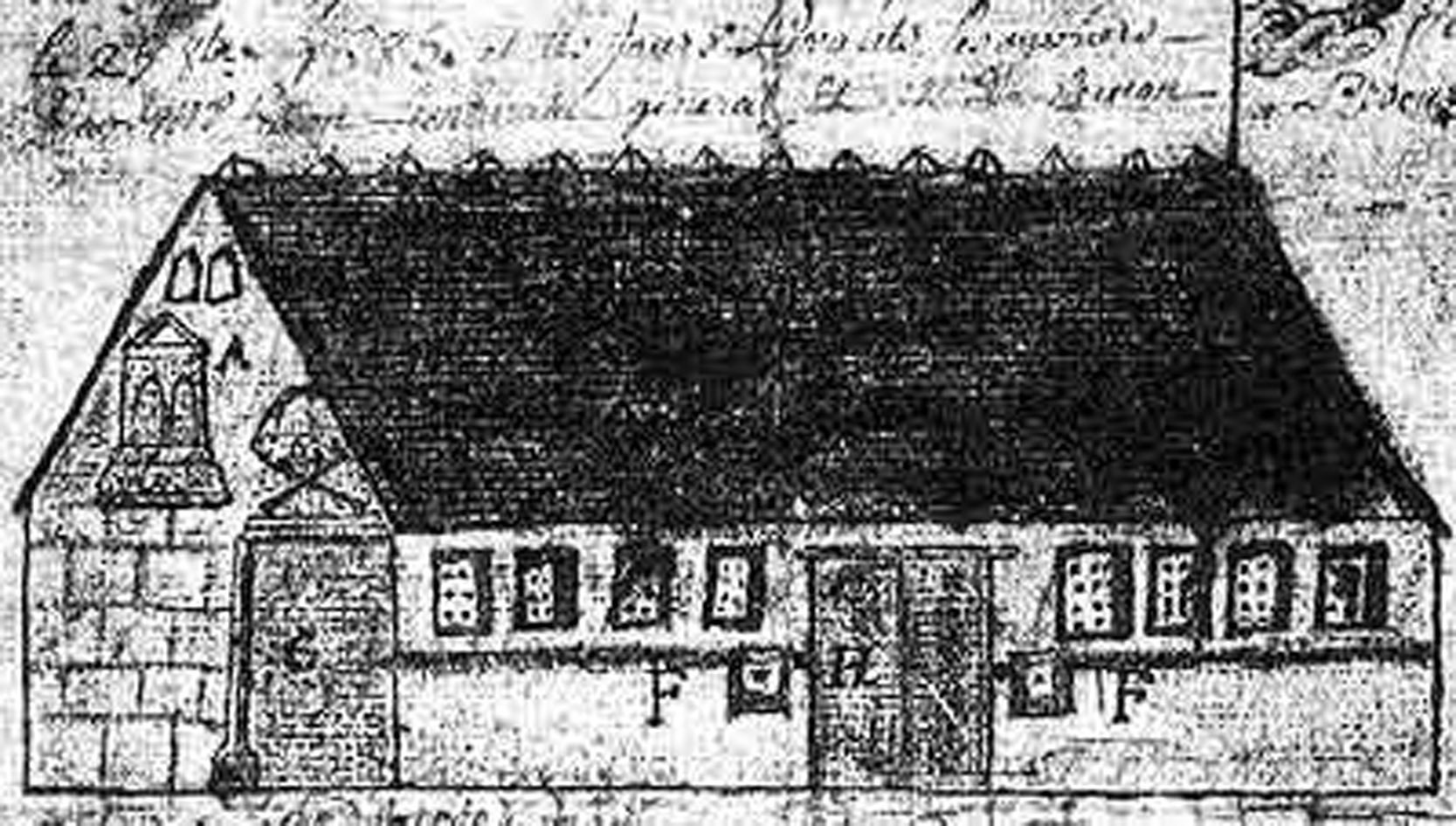
Temple de Chermont

Entre 1570 et 1601 est construit le premier temple de la France d'alors, au hameau de Chermont dans l'actuel Nanteuil-lès-Meaux. Il est connu par un croquis retrouvé dans une vieille Bible. Le pignon est orné d'une reproduction en marbre noir du Décalogue, c'est-à-dire les tables de la Loi données à Moïse, car les réformés s'identifient aux Hébreux de la Bible et ont adopté pour symbole le Buisson ardent.
Il est détruit à la suite de l'édit de Fontainebleau de 1685, qui révoque l'édit de Nantes. Les Huguenots s'exilent dans les pays du Refuge et y fondent des Églises francophones, comme en Brandebourg avec le temple français de la Friedrichstadt à Berlin. Ceux qui restent sont persécutés et doivent dissimuler leurs convictions religieuses - c'est la période du Désert.

### Depuis la Révolution
Avec la Déclaration des droits de l'homme et du citoyen de 1789, la liberté de conscience et d'expression est rétablie. Des descendants de Français exilés pour leur foi reviennent à Meaux en 1802.
Sous la Restauration, en 1827, est rebâti un temple protestant. Conformément à la tradition des Églises réformées, la décoration est sobre et non-figurative. La façade est de style néo-classique, avec quatre colonnes d'ordre toscan, sans ornements. Sur le fronton s'ouvre une Bible en bas-relief, avec une citation d'un verset de l'évangile selon Jean « DIEU est esprit et il faut que ceux qui l'adorent l'adorent en esprit et en vérité (Jean IV, 24) »,.
A l'intérieur, on remarque de grands panneaux de bois comportant les tables de la Loi ainsi que le Notre Père et le Symbole des apôtres.